# Орден «За храбрость» (Вьетнам)
Орден «За храбрость» (вьет. Huân chương Dũng cảm) — девятый по значимости орден Социалистической Республики Вьетнам.

## Описание
Орденом «За храбрость» награждаются гражданские лица, офицеры, солдаты, милиционеры, независимо от социального статуса и возраста, совершившие смелые и мужественные действия, с целью спасения людей или государственной собственности, и достигшие одного из следующих критериев:
- не боясь смерти, начавшее спасение человеческих жизней и имущества государства, от пожаров, стихийных бедствий, мужественно защищавшее государственную собственность, жизни и имущество граждан от преступных посягательств, нанявшееся добровольным работником в очагах распространения болезней, защищавшее достижения народного хозяйства и образования, подавшее тем самым, яркий пример в провинции, городе, или области.

Лицо, героически погибшее при спасении людей и государственного имущества, является примером и подлежит уважению.
Орден был учреждён 26 ноября 2003 года.